# Hermeneutika
Hermeneutika (z řeckého herméneuein = vykládat, překládat, vyložit) je filologická a filosofická nauka o metodách správného chápání a výkladu textů, zejména náboženských (exegeze), právních (výklad práva) a filosofických. V širším významu se používá i pro výklad uměleckých děl (Wilhelm Dilthey), případně i porozumění struktury lidského bytí na světě (Martin Heidegger).
Hermeneutika se jako věda rozvinula teprve až se vznikem písma. Moderní hermeneutika stojí na filozofech 18. a 19. století, náznaky hermeneutických postupů však lze vysledovat i u řady jiných myslitelů, od starověkého Řecka (Platón, Aristoteles), přes křesťanskou středověkou Evropu (Augustin, Tomáš Akvinský) až po rozvoj moderních věd a disciplín jako je hermeneutika náboženství.
Hermeneutiku nelze zaměňovat s esoterickou naukou zvanou hermetika.

## Hermeneutický postup
Jak ukázal Hans-Georg Gadamer (a před ním již zakladatel moderní hermeneutiky Schleiermacher), nepřistupuje čtenář k textu nikdy úplně nepředpojatě, nýbrž vždy už s nějakým předběžným porozuměním, předporozuměním (Vorverständnis). Je proto důležité, aby si tuto výchozí situaci nejprve uvědomil. Následuje lingvistická a textová práce, kritika textu a shromáždění informací o historickém kontextu (době, autorovi, účelu atd.), což umožní lepší pochopení textu.
Hermeneutický postup obvykle zahrnuje:
- předběžné porozumění textu:
  - proč právě tento text?
  - co v něm hledám?
  - co si o něm myslím?
- nalezení spolehlivého, pokud možno původního textu (textová kritika):
  - shromáždění a porovnání rukopisů či vydání;
- objasnění, případně oprava nesrozumitelných míst:
  - vyjasnění nesrozumitelných, neobvyklých slov
  - oprava porušených míst (konjektura);
- shromáždění důležitých vnějších okolností:
  - povaha textu, jeho původní účel a záměr
  - jeho „zasazení do života“,
  - o autorovi a vzniku textu,
  - další historické aj. souvislosti;
- souvislosti v rámci celého textu
- dokonalejší porozumění textu.

Tento postup se opakuje v hermeneutickém kruhu, kde si vykladač získává hlubší porozumění a znovu je konfrontuje s textem. Teprve při výkladu se často ukáže, že je postup třeba ještě zopakovat.

## Dvojí hermeneutika
Dvojí hermeneutikou se ve své knize Social Theory and Modern Sociology zabývá Anthony Giddens, britský sociolog. Pojem je úzce spjat se sociologií. Giddens uvádí, že je rozdíl mezi přírodními vědami a sociologií. Zatímco vědci se snaží vysvětlit to, jak příroda funguje, avšak příroda poté nezkoumá, jak my fungujeme a nesnaží se nám porozumět a následně měnit své chování (například struktura atomů). Proto je tento styl poznání nazván jako jednosměrná hermeneutika. Sociologie však zkoumá lidi a skupiny jinak. Nezabývá se jenom tím, co lidé dělají, ale i to, jak rozumí světu a jak jejich poznání utváří jejich chování. Jelikož lidé myslí a mohou se rozhodovat, mohou tedy využívat nové informace ke změně, vývoji a úpravě svého myšlení. Tedy mohou použít sociologické poznatky a o chování jedinců a společnosti a následně podle nich měnit své chování. Proto se dvojí hermeneutice též říká obousměrný vztah. Nejedná se o jednosměrnou interpretaci, ale o vzájemnou.
Zjednodušeně řečeno, lidé poznávají situace, ty interpretují a následně na ně nějak reagují. K interpretaci používáme skripty vytvořené z našich poznatků o světě.

## Dějiny

### Starověk
U Platóna i jinde se objevuje slovo herméneus, vykladač nesrozumitelných věšteb. Hermeneutika vznikla ve starověké Alexandrii[zdroj?] v rámci korigování a kritického vydávání starších textů, zejména filosofických (Platón, Aristotelés, Eukleidés) a náboženských (Bible). Jedním z jejích zakladatelů byl Órigenés. Později se rozvinula i při výkladu práva, platných zákonů a kodexů před soudy.
Starověká a středověká křesťanská hermeneutika vytvořila nauku o čtyřech významech textu, o smyslu:
- doslovném (literalis): Jeruzalém je město v Izraeli;
- alegorickém: Jeruzalém je obraz církve;
- morálním: Jeruzalém jako vzor pro duši věřícího;
- anagogickém či symbolickém: Jeruzalém je Boží město, nebeský Jeruzalém.

### Středověk
Středověká hermeneutika křesťanské Evropy rozebírala tematiku a význam bible. Jejím cílem bylo odstranit případné a možné chybné výklady, které by vedly k herezím. Rané křesťanství znalo řadu škol, z nichž každá byla v řadě protikladů, což vedlo k neustálým sporům. V dobách pokročilého středověku se Tomáš Akvinský pokusil spojit odmítnuté antické výklady světa s křesťanskými a stal se jedním z nejvýznamnějších učitelů v dějinách římskokatolické církve.
„Littera gesta docet, quid credas allegoria, moralis quid agas, quo tendas anagogia“ = „Doslovný smysl učí, co se stalo, alegorický v co máš věřit, morální smysl co máš konat, a kam máš směřovat říká anagogický.“
Velký význam nabyla hermeneutika v reformaci, která odmítla pojem "církevní tradice" i interpretační autoritu římskokatolické církve při výkladu bible a snažila se ji pochopit jen z textu samotné bible. Reformační vydání bible jsou proto opatřena četnými odkazy na podobná místa, jež mají čtenáři pomoci porozumět čtenému.
- „Písmo samo je svým vykladačem“ (Martin Luther).
- „Plně se věnuj textu a smysl plně aplikuj na sebe“ (Philipp Melanchthon).

Za reformace vznikla řada nových překladů do různých jazyků, což vyvolalo otázku – jak tyto texty přeložit a zároveň se držet původního významu tak, aby nebyl pozměněn. Bylo proto nezbytné se věnovat novým tématům, což stimulovalo rozvoj hermeneutiky a zvýšilo míru zájmu o ni.

### Hermeneutika jako věda
Moderní hermeneutika se opírá o práce F. Schleiermachera a W. Diltheye, který se ji snažil učinit vědou o rozumění a výkladu, a tedy i společným základem všech humanitních či duchovních věd. Dilthey přitom zdůrazňuje nesnáze s chápáním smyslu zejména starých a kulturně vzdálených textů.
Velký význam má hermeneutika v díle M. Heideggera. Samu existenci člověka charakterizuje podle něho rozumějící vztah ke světu a k možnostem, jež se člověku nabízejí, důležitou složkou tohoto porozumění je řeč. „Pobyt (či existence) jakožto rozumějící rozvrhuje své bytí do možností.“ Protože přitom nejde o jednorázový akt (jako např. při luštění hádanek), nýbrž o neustálý proces, mluví Heidegger o „hermeneutickém kruhu“. Tuto myšlenku dále rozvinul jeho žák Hans-Georg Gadamer ve svém díle Pravda a metoda; podle něho je nejen rozumění textu, ale konec konců každé poznání závislé na porozumění a interpretaci.
Metodika rozumění a výkladu obtížně srozumitelných textů a kulturních projevů vůbec hraje dnes velkou úlohu např. v historii, v kvalitativní sociologii, v etnografii a antropologii. Hermeneutika a exegese (nauka o výkladu) mají velký význam v teologii a – byť v poněkud jiné podobě – v právu.

## Představitelé hermeneutiky
Uvedeni jsou autoři počínaje 16. a 18. stoletím, kdy se hermeneutika etabluje jako všeobecná nauka o interpretaci:
- Martin Luther (1483–1546)
- Philipp Melanchthon (1497–1560)
- Johann Conrad Dannhauer (1603–1666)
- Baruch Spinoza (1632–1677)
- Johann Martin Chladenius (1710–1759)
- Georg Friedrich Meier (1718–1777)
- Friedrich Daniel Ernst Schleiermacher (1768–1834)
- Friedrich Ast (1778–1841)
- Johann Gustav Droysen (1808–1884)
- Wilhelm Dilthey (1833–1911)
- Heinrich Rickert (1863–1936)
- Martin Heidegger (1889–1976)
- Emilio Betti (1890–1968)
- Louis-Maria Chauvet
- Leo Strauss (1899–1973)
- Hans-Georg Gadamer (1900–2002)
- Paul Ricoeur (1913–2005)
- Hans Robert Jauß (1921–1997)
- Karl-Otto Apel (1922–2017)
- Clifford Geertz (1926–2006)
- E. D. Hirsch (* 1928)
- Jürgen Habermas (* 1929)
- Andrés Ortiz-Osés (* 1943)
- Jaroslav Hroch (1947–2016)
- Jean Grondin (* 1955)
- Miroslav Mikulášek